# Радіожурналістика
Радіожурналістика — вид журналістської діяльності, заснований на використанні технічних засобів радіомовлення, а також результати журналістської діяльності, представлені радіопередачами.
Відмінності радіожурналістики від інших видів журналістської діяльності викликані надзвичайно високим рівнем оперативності, особливим характером емоційного впливу на аудиторію і внаслідок цього — структурною своєрідністю композиційних рішень журналістського (життєвого і літературного) матеріалу, використанням спеціальних прийомів організації уваги аудиторії.
Звуковий «матеріал», яким оперує радіожурналіст:
- слово (мова),
- музика,
- шуми (реальні, життєві або студійні, тобто імітовані за допомогою різних побутових пристроїв)
- документальні записи, зроблені поза студією. Ці записи в свою чергу також включають в себе мову, музику і різні звуки (шуми), але в окрему передачу вони найчастіше можуть увійти або в комплексі, або в поєднанні з записаними в студії мовними коментарями.

Ці чотири елементи системи називають природними, або формотворними. Вони незмінні, стабільні, їх природа не підвладна суб'єктивізму радіожурналіста.
Інша група, навпаки, знаходиться в повній залежності від волі і суб'єктивних творчих потреб автора радіоповідомлення. Вони формують стиль. 

До них належать:
- монтаж,
- голосовий грим,
- звукова мізансцена,
- ряд технічних способів звукоутворення (реверберація і т. ін.)